# Кулибин, Александр Иванович
Александр Иванович Кулибин (1798, Санкт-Петербург — 26 апреля [8 мая] 1837, Барнаул, Томская губерния) — русский горный инженер, краевед, поэт, историк Алтайских заводов. Сын знаменитого механика-самоучки И. П. Кулибина.

## Биография
Окончил в 1820 году Петербурге Горный кадетский корпус, был определён в Барнаульскую главную чертёжную.
В 1821 году откомандирован в Нерчинские заводы. Служил в канцелярии главного начальника, работал в поисковых партиях в окрестностях Нерчинского Завода, Воздвиженского рудника. Разработал положение о Нерчинском горном училище.
В 1826 году проводил геологические исследования золото— и оловосодержащих руд Адун-Челонского хребта. В том же году составил описание 80 видов нерчинских минералов, из них некоторые были найдены и определены впервые. В «Горном журнале» опубликовал статью «Описание кряжа Адун-Челона», «Географическое описание долины Ишагинской», «Описание Ундинского золотосодержащего прииска».
По возвращении на Алтай в 1829 году А. И. Кулибин определён помощником управляющего Змеиногорским краем. Интересовался местной топонимикой.
В 1829—1830 годах в Змеиногорске действовала особая военно-судная комиссия под председательством маркшейдера А. И. Кулибина с задачей «усилить скорейшее производство и решение дел» в Змеиногорской комиссии военного суда. Из Забайкалья уехал на Колывано-Воскресенские заводы, работал управляющим Локтевским заводом.
В связи с передачей рудников и заводов в аренду Министерству финансов (1830) министр Е. Ф. Канкрин пожелал иметь подробное их описание. Это было поручено сделать А. И. Кулибину. В 1834 году он представил «Описание Колывано-Воскресенских заводов по 1833 г.».
Император Николай I «за отлично-усердную службу и труд по составлению описания Колывано-Воскресенских заводов» наградил А. И. Кулибина орденом Святого Владимира 4-й степени. «Труд А. И. Кулибина, — писал известный исследователь Алтая профессор Г. Е. Щуровский, — написан с совершенным знанием дела и заслуживает полную благодарность». Работа стала ценным вкладом в историографию Алтая.
С 1834 году А. И. Кулибин — управляющий казёнными золотыми промыслами. Составил «Краткое описание всех известных золотосодержащих россыпей, открытых с 1830 по 1835 год» (1835 год).
27 апреля 1837 года несчастный случай на охоте оборвал жизнь талантливого горного инженера, по отзыву главного начальника Колыванских и Алтайских заводов Е. П. Ковалевского, явно выходившего «из разряда обыкновенных чиновников».
В семье Александра Ивановича родились сыновья, продолжившие его дело:
- Николай (1830—1903)
- Владимир (1832—1901)
- Константин (1834—1914)

## Поэт
Стихи А. И. Кулибина печатались в «Трудах Вольного общества российской словесности». Александр Иванович со своими стихами выступал в разных литературных обществах Санкт-Петербурга.

## Краевед
Исследовал местную топонимику.

## Публикации
- Описание 80 видов нерчинских минералов напечатаны в «Указателе открытий» в 1826 году.
- Статьи в «Горном журнале»: «Описание кряжа Адун-Челона», «Географическое описание долины Ишагинской», «Описание Ундинского золотосодержащего прииска» и другие.